# Lee Myung-bak
Lee Myung-bak, född 19 december 1941 i Osaka i Japan, var mellan den 25 februari 2008 och 24 februari 2013 Sydkoreas president. Han var den förste presidenten i Sydkorea med bakgrund i näringslivet. 
Lee, som var en konservativ politiker i partiet Hannara-dang, var före presidentskapet också borgmästare i Seoul. Innan dess var han ordförande för industrikoncernen Hyundai.
Han tvingades avgå efter en korruptionsskandal och är den fjärde tidigare sydkoreanske presidenten som dömts till fängelse. År 2020 dömdes Lee till 17 års fängelse för mutbrott och förskingring, men julen 2022 meddelade justitieminister Han Dong-hoon att Lee var en av 1 300 personer som benådats av president Yoon Suk-yeol utifrån en önskan om ”bred nationell enighet genom försoning, tolerans och hänsyn”. Redan i juni hade Lee beviljats tillfällig frigivning från fängelset på grund av sin höga ålder och sviktande hälsa.